# Claude Anshin Thomas
Claude Anshin Thomas (Pensilvania), 1947), es un monje budista zen, orador, militar, escritor y músico estadounidense.

## Biografía
Veterano de la Guerra de Vietnam. Actualmente es un orador internacional, maestro y escritor, abocado a la difusión de la no violencia. Thomas fue introducido al budismo por el maestro budista vietnamita  Thich Nhat Hanh, y fue ordenado como monje mendicante en 1995 por Tetsugen Bernard Glassman de la Orden Zen Pacificadora. Thomas  enseña la práctica del Dharma y la meditación budista basada en la conciencia de la respiración (Prana) al público en general a través de proyectos sociales, charlas y retiros. Desde 1994, Thomas ha recorrido más de 31,000 kilómetros a pie en peregrinajes por la paz a través de Europa, Asia, Medio Oriente y los Estados Unidos. Mientras desarrolla estos peregrinajes, Thomas no porta dinero alguno, y mendiga comida y refugio según la tradición budista. Es el autor de "A las puertas del infierno: el viaje de un soldado desde la guerra a la Paz" (2004) y es el fundador de la Zaltho Foundation, una organización sin fines de lucro dedicada a terminar con la guerra y la violencia

## Libros
- 2004, A las puertas del infierno.